# Teorya Jestestw Organicznych

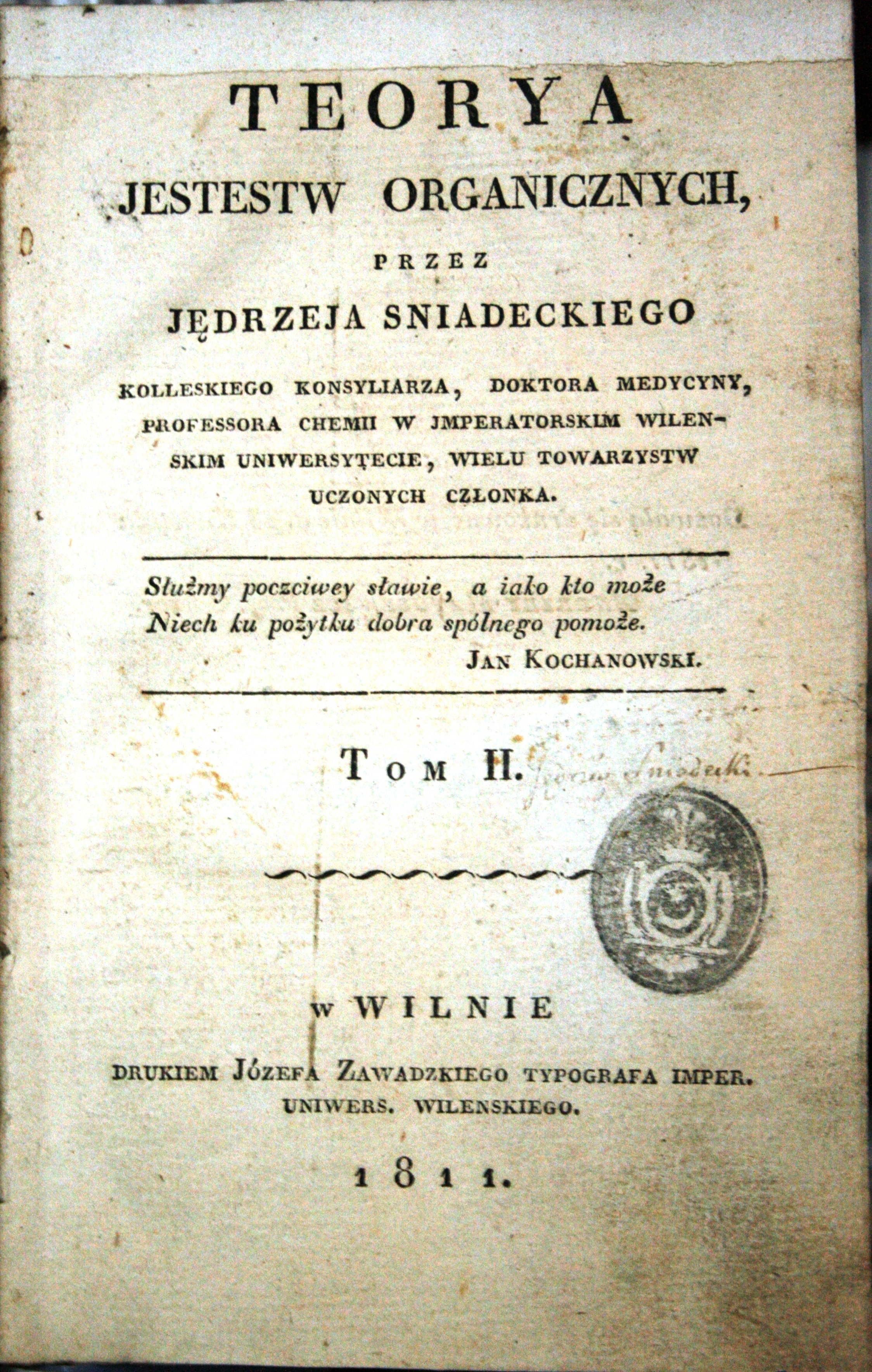
Strona tytułowa oryginalnego wydania II tomu z autografem autora (nad pieczęcią)

Teorya Jestestw Organicznych – dwutomowe dzieło Jędrzeja Śniadeckiego, wydane (tom I) w 1804 roku i (tom II) w 1811 roku, przedstawiające odważną i nowoczesną, jak na ówczesne czasy, tezę o jedności materii świata żywego i materii nieożywionej.

## Znaczenie
Śniadecki był pierwszym naukowcem na świecie, który w Teoryi pokazał, że proces przemiany materii w organizmach żywych oraz jej wymiana między organizmem i otoczeniem (środowiskiem) są dwiema podstawowymi cechami odróżniającymi organizmy żywe od materii nieożywionej. Hermann von Helmholtz nazwał Teoryę: „...die erste physiologische Grundlage eines wissenschaftlichen Systems der Medizin”, czyli pierwszą naukową teorią fizjologiczną medycyny. Dzieło to przez wiele dziesięcioleci było podstawowym podręcznikiem na wielu uniwersytetach europejskich (szczególnie niemieckich i rosyjskich).
Śniadecki również jako pierwszy w tej książce wskazał (na przykładzie wody) na istnienie w przyrodzie cyrkulacji substancji chemicznych, czyli na istnienie tzw. cyklu BGCH (biologiczno-geologiczno-chemicznego).

## Pierwsze wydanie
Na okładce I wydania tomu I jest napis: „Jędrzeia Sniadeckiego, medycyny doktora, Teorya Jestestw Organicznych” oraz cytat z Jana Kochanowskiego: „Służmy poczciwey sławie, a iako kto może/Niech ku pożytku dobra spólnego pomoże.”

### Tom I
Tom I, liczący 264 strony, miał tytuł „Teoryi Jestestw Organicznych część Pierwsza. Zawierająca nayogólnieyszy wykład organizacyi życia.” i zawierał 12-stronicową przedmowę, a spis treści („Porządek Materyi”) zawierał następujące rozdziały:

Wstęp.
I: Ustanowienie ogólnych początków i zasad, na których Teorya Jestestw Organicznych ma się opierać.
II: Uwaga pokarmów, napoiu, i każdey w ogólności materyi, w którey życie i organizacya ma miejsce.
III: Bliższe zastanowienie się nad życiem. Oznaczenie sposobu, iakim władze zewnętrzne odżywiaią się. Siły spoczynkowe.
IV: Powinowactwa. Ich sposób okazywania się w istotach organicznych ożywionych i martwych. Potrzeba, sposób działania i wpływ ciepła na iestestwa organiczne.
V: Zagrzebanie materyi odżywney we wnętrznościach ziemi. Jey na powierzchnię powrót.
VI: Szczególnieysze zastanowienie się nad życiem roślin. Oznaczenie działaiących w nich sił życia.
VII: Podobne zastanowienie się nad życiem zwierzęcém.
VIII: Odradzanie się iestestw organicznych. Rodzaie i gatunki tylko przez ciągłe formowanie individuów trwać mogą.
IX: Bieg życia iestestw organicznych. Ich wzrost, doyrzenie, schyłek i upadek.
X: Rozbiór władz zewnętrznych na gospodarstwo zwierzęce działać mogących. Ustanowienie ich stosunku i równowagi.
XI: Funkcye iestestw organicznych. Czynność poiedynczych ich narzędzi.
XII: Krótki obraz i rozbiór wyłozoney w tém pismie nauki.
XIII: Uwagi nad Teoryą Browna.

### Tom II
Tom II został wydany w Wilnie w 1811 roku. Był znacznie grubszy (liczył 454 strony) i miał podtytuł opisujący autora jako: „Kolleskiego konsyliarza, doktora medycyny, profesora chemii w Jmperatorskim Wilenskim Uniwersytecie, wielu towarzystw uczonych członka.”. Wydawcą był „Józef Zawadzki, typograf Imperatorskiego Uniwersytetu Wilenskiego”. Na kolejnej stronie znajdowała się adnotacja o dopuszczeniu do druku przez cenzora Andrzeya Matusewicza. Tytuł tomu II to: „Teoryi Jestestw Organicznych Część Druga. Zastanawiaiąca się nad życiém człowieka zdrowego.” Poza 3-stronicową przedmową zawierał kolejne rozdziały:

| XIV: Ogólna uwaga człowieka. Podział umieiętności wynikaiących z takowey uwagi. Różnica człowieka od innych zwierząt. Jego znaczenie. XV: Pierwiastki i części ciała ludzkiego. XVI: Siły życia w człowieku. XVII: Wyobrażenie prostszych części organicznych. XVIII: Wyobrażenie ogólnych rozcieków organicznych. XIX: Istoty zewnętrzne odżywiające człowieka. XX: Szereg odmian i wyrobień, którym podpadają pokarmy. XXI: Dalsze przyswoienie pokarmów, wyrobienie krwi. XXII: Wyrobienie krwi arteryalnéy. Płuca. Oddychanie XXIII: Dalszy obrót krwi. Przemiana arteryalnéy w żylną. Ciepło źwierzęce. XXIV: Przyswoienie krwi. Wyrobienie części stałych czyli karmienie. XXV: Sekrecye. XXVI: Soki źwierzęce służące do trawienia. XXVII: Wyrabianie tłusczu źwierzęcego. Otyłość. | XXVIII:Odchody źwierzęce i ich wyrobienie. XXIX: Wypadki niektóre z poprzedzaiącéj nauki. XXX: Życie nerwów i zawisłe od niego obiawienia. XXXI: Działanie woli. Poruszenia dowolne mięs. XXXII: Uwagi nad teoryą działania nerwów. XXXIII: Zwyczaj, pamięć, nauka, czucie samego siebie. XXXIV: Sen i czuwanie. XXXV: Krótkie zastanowienie się nad związkiém rozmaitych organów składających człowieka. XXXVI: Różnica ludzi zależąca od klimatu. XXXVII: Różnice pierwiastkowego ukształcenia, czyli rodzaie ludzi. XXXVIII: Różnice ludzi co do temperamentu. XXXIX: Różnice ludzi zależące od wieku. XL: Różnice zależne od płci. XLI: Różnice ludzi wynikaiące ze związków towarzyskich. |

## Kolejne wydania

### II wydanie
Drugie wydanie dzieła ukazało się w Wilnie w 1838 roku, wkrótce po śmierci Śniadeckiego (w tym samym roku). Gruby drugi tom został rozdzielony na 2: nowy II tom zawierał rozdziały XIV–XXVIII, a III – rozdziały od XXIX do XLI. 3 tomy, liczące łącznie 683 strony, były wydane przez Drukarnię Dyecezjalną u XX. Misjonarzy na Górze Zbawiciela nakładem Rubena Rafałowicza, księgarza Wileńskiego. Na stronie tytułowej zamiast cytatu z Jana Kochanowskiego było uaktualnienie sylwetki autora: „radzcę stanu, akademika i professora w Cesarskiéj Medyko-Chirurgicznéj Akademii Wileńskiéj, kawalera orderów Świętéj Anny drugiéj klassy z Cesarską Koroną i Świętego Włodzimiérza trzeciego stopnia, członka wielu towarzystw uczonych”.
Tom III, liczący 226 stron, opisywał fizjologię człowieka i zawierał:
- „Wiadomość o życiu i pismach Jędrzeja Sniadeckiego” – liczący 14 stron biogram autora
- „Lista prenumeratorów” – liczący 4 strony spis kilkuset osób, które przedpłaciły za to wydanie. Dwaj księgarze warszawscy: Jan Glüksberg i Merzbach zamówili po 50 egzemplarzy
- rozdziały XXIX–XLI.

### III wydanie
Michał Baliński wydał w 1840 roku w Warszawie nakładem Emmanuela Glücksberga 6-tomowe „Dzieła Jędrzeja Śniadeckiego”, zawierające również Teoryę.

### IV wydanie
IV wydanie, tym razem w jednym tomie (druk mniejszą czcionką), pojawiło się w Wilnie w 1861 roku, nakładem tej samej drukarni, która wydała II edycję.

### V, jubileuszowe wydanie
W 1905 roku, w 100-lecie pierwszego wydania, w Poznaniu nakładem „Nowin Lekarskich” wydano kolejną edycję dzieła, w jednym woluminie.
W XX wieku wielokrotnie wydawano reprint dzieła.

## Tłumaczenia
Teorya była tłumaczona na kilka języków. Była m.in. dwukrotnie tłumaczona na język niemiecki (w latach 1810 i 1821) i francuski (w 1823 roku).